# Alferio Cubi
Alferio Cubi (Ronchi dei Legionari, 1º maggio 1907 – Monfalcone, 22 febbraio 1993) è stato un allenatore di calcio e calciatore italiano, di ruolo portiere.

## Carriera
Dopo una serie di campionati nelle serie minori, sul finire degli anni venti approda all'ASPE Trieste.
Nel 1932 viene ingaggiato dal Bari, che milita in Serie A. All'inizio del campionato parte da titolare e disputa la sua prima partita in massima serie contro il Milan (2-2) il 18 settembre 1932. Nel corso del campionato perde il posto da titolare, a favore del compagno Casirago. Il Bari retrocede in Serie B e Cubi diviene ancora titolare. Al secondo tentativo, nel 1935, il Bari torna in prima serie dopo aver vinto il proprio girone. Nel massimo campionato Alferio riesce a guadagnare, alla soglia dei trent'anni la prima convocazione con la Nazionale cadetta. Il 21 marzo 1937 disputa la sua prima partita in azzurro.
Due anni più tardi lascia definitivamente la Serie A e si trasferisce al Lecce, dove riveste per due stagioni il ruolo di giocatore-allenatore. Milita poi nel Pieris. Nel 1945, dopo la pausa per la guerra, torna a giocare a livello dilettantistico con l'Associazione Sportiva Ronchi, squadra appena nata in cui ricopre anche il ruolo di allenatore e presidente. Cubi continua ad allenare il Ronchi fino al 1957, poi negli anni sessanta collabora con Narciso Zeleznich al Monfalcone.

## Palmarès

### Giocatore

#### Competizioni nazionali
- Serie B: 1

Bari: 1934-1935 (solo primato del girone B; la finale fu persa contro il Genova 1893)

### Allenatore

#### Competizioni nazionali
- Serie D: 1

C.R.D.A. Monfalcone: 1961-1962